# Élections législatives de 1962 dans les Basses-Pyrénées
Les élections législatives françaises de 1962 se déroulent les 18 et 25 novembre 1962. Dans le département de la Basses-Pyrénées, quatre députés sont à élire dans le cadre de quatre circonscriptions.

## Élus
| Circonscription | Député sortant      | Parti | Parti  | Député élu ou réélu | Parti | Parti  |
| --------------- | ------------------- | ----- | ------ | ------------------- | ----- | ------ |
| 1re             | Pierre Sallenave    |       | CNIP   | Pierre Sallenave    |       | CNIP   |
| 2e              | Guy Ébrard          |       | Radsoc | Guy Ébrard          |       | Radsoc |
| 3e              | Alexandre Camino    |       | UNR    | Michel Labéguerie   |       | MRP    |
| 4e              | Jean-Robert Thomazo |       | UNR    | Henri Grenet        |       | Rad    |

## Résultats

### Résultats à l'échelle du département
| Parti          | Parti                                          | Premier tour | Premier tour | Second tour | Second tour | Sièges |
| Parti          | Parti                                          | Voix         | %            | Voix        | %           | Sièges |
| -------------- | ---------------------------------------------- | ------------ | ------------ | ----------- | ----------- | ------ |
|                | Union pour la nouvelle République (UDT)        | 47 594       | 24,77        | 50 140      | 41,96       | 0      |
|                | Modérés                                        | 6 315        | 3,29         | Retrait     | Retrait     | 0      |
|                | Majorité présidentielle                        | 53 909       | 28,06        | 50 140      | 41,96       | 0      |
|                |                                                |              |              |             |             |        |
|                | Centre national des indépendants et paysans    | 27 152       | 14,13        | 29 919      | 25,04       | 1      |
|                | Mouvement républicain populaire                | 24 663       | 12,84        | Retrait     | Retrait     | 1      |
|                | Centre démocratique                            | 51 815       | 26,97        | 29 919      | 25,04       | 2      |
|                |                                                |              |              |             |             |        |
|                | Parti radical                                  | 47 455       | 24,70        | 31 540      | 26,39       | 2      |
|                | Parti communiste français                      | 20 885       | 10,87        | 7 898       | 6,61        | 0      |
|                | Section française de l'Internationale ouvrière | 10 567       | 5,50         | Retrait     | Retrait     | 0      |
|                | Extrême droite                                 | 5 368        | 2,79         |             |             | 0      |
|                | Parti socialiste unifié                        | 2 153        | 1,12         | 0           |             |        |
|                |                                                |              |              |             |             |        |
| Inscrits       | Inscrits                                       | 297 504      | 100,00       | 171 788     | 100,00      | 4      |
| Abstentions    | Abstentions                                    | 97 432       | 32,75        | 49 010      | 28,53       |        |
| Votants        | Votants                                        | 200 072      | 67,25        | 122 778     | 71,47       |        |
| Blancs et nuls | Blancs et nuls                                 | 7 920        | 3,96         | 3 281       | 2,67        |        |
| Exprimés       | Exprimés                                       | 192 152      | 96,04        | 119 497     | 97,33       |        |

### Résultats par circonscription

#### Première circonscription (Pau)
| Candidat       | Candidat                       | Parti          | Premier tour | Premier tour | Second tour | Second tour |  |
| Candidat       | Candidat                       | Parti          | Voix         | %            | Voix        | %           |  |
| -------------- | ------------------------------ | -------------- | ------------ | ------------ | ----------- | ----------- |  |
|                | Pierre Sallenave sortant réélu | CNIP           | 18 878       | 33,47        | 29 919      | 47,8        |  |
|                | Maurice Plantier               | UNR-UDT        | 17 468       | 30,97        | 24 770      | 39,58       |  |
|                | Roger Coudassot                | SFIO           | 6 288        | 11,15        | Retrait     | Retrait     |  |
|                | André Bourdalé-Dufau           | MRP            | 6 014        | 10,66        | Retrait     | Retrait     |  |
|                | Marie Dufourcq                 | PCF            | 5 602        | 9,93         | 7 898       | 12,62       |  |
|                | Michel Duthu                   | PSU            | 2 153        | 3,82         |             |             |  |
|                |                                |                |              |              |             |             |  |
| Inscrits       | Inscrits                       | Inscrits       | 92 016       | 100,00       | 90 913      | 100,00      |  |
| Abstentions    | Abstentions                    | Abstentions    | 34 194       | 37,16        | 26 805      | 29,48       |  |
| Votants        | Votants                        | Votants        | 57 822       | 62,84        | 64 108      | 70,52       |  |
| Blancs et nuls | Blancs et nuls                 | Blancs et nuls | 1 419        | 2,45         | 1 521       | 2,37        |  |
| Exprimés       | Exprimés                       | Exprimés       | 56 403       | 97,55        | 62 587      | 97,63       |  |

#### Deuxième circonscription (Oloron-Sainte-Marie)
|                | Guy Ébrard sortant réélu | Radsoc         | 25 516 | 52,5   |  |  |  |
|                | Auguste Duran            | UNR-UDT        | 13 119 | 26,99  |  |  |  |
|                | Étienne Martin           | PCF            | 6 575  | 13,53  |  |  |  |
|                | Bernard Labbé-Brault     | Extrême droite | 3 395  | 6,98   |  |  |  |
|                |                          |                |        |        |  |  |  |
| Inscrits       | Inscrits                 | Inscrits       | 75 048 | 100,00 |  |  |  |
| Abstentions    | Abstentions              | Abstentions    | 24 311 | 32,39  |  |  |  |
| Votants        | Votants                  | Votants        | 50 737 | 67,61  |  |  |  |
| Blancs et nuls | Blancs et nuls           | Blancs et nuls | 2 132  | 4,2    |  |  |  |
| Exprimés       | Exprimés                 | Exprimés       | 48 605 | 95,8   |  |  |  |

#### Troisième circonscription (Mauléon-Licharre)
|                | Michel Labéguerie élu    | MRP            | 18 649 | 57,3   |  |  |  |
|                | Alexandre Camino sortant | CNIP           | 8 274  | 25,42  |  |  |  |
|                | Pierre Etchandy          | SFIO           | 4 279  | 13,15  |  |  |  |
|                | Albert Pehau             | PCF            | 1 343  | 4,13   |  |  |  |
|                |                          |                |        |        |  |  |  |
| Inscrits       | Inscrits                 | Inscrits       | 49 543 | 100,00 |  |  |  |
| Abstentions    | Abstentions              | Abstentions    | 13 938 | 28,13  |  |  |  |
| Votants        | Votants                  | Votants        | 35 605 | 71,87  |  |  |  |
| Blancs et nuls | Blancs et nuls           | Blancs et nuls | 3 060  | 8,59   |  |  |  |
| Exprimés       | Exprimés                 | Exprimés       | 32 545 | 91,41  |  |  |  |

#### Quatrième circonscription (Bayonne)
| Candidat       | Candidat                   | Parti          | Premier tour | Premier tour | Second tour | Second tour |  |
| Candidat       | Candidat                   | Parti          | Voix         | %            | Voix        | %           |  |
| -------------- | -------------------------- | -------------- | ------------ | ------------ | ----------- | ----------- |  |
|                | Henri Grenet élu           | Rad            | 21 939       | 40,18        | 31 540      | 55,42       |  |
|                | William Tardrew            | UNR-UDT        | 17 007       | 31,15        | 25 370      | 44,58       |  |
|                | René Labrousse             | PCF            | 7 365        | 13,49        | Retrait     | Retrait     |  |
|                | Charles Cami               | Modérés        | 6 315        | 11,57        | Retrait     | Retrait     |  |
|                | Jacques Lambert de Crémeur | UFF            | 1 973        | 3,61         |             |             |  |
|                |                            |                |              |              |             |             |  |
| Inscrits       | Inscrits                   | Inscrits       | 80 897       | 100,00       | 80 875      | 100,00      |  |
| Abstentions    | Abstentions                | Abstentions    | 24 989       | 30,89        | 22 205      | 27,46       |  |
| Votants        | Votants                    | Votants        | 55 908       | 69,11        | 58 670      | 72,54       |  |
| Blancs et nuls | Blancs et nuls             | Blancs et nuls | 1 309        | 2,34         | 1 760       | 3           |  |
| Exprimés       | Exprimés                   | Exprimés       | 54 599       | 97,66        | 56 910      | 97          |  |